# Hindman
La ville de Hindman  (prononcé localement [ˈhaɪndmən]) est le siège du comté de Knott, dans l'État du Kentucky, aux États-Unis. Elle comptait 777 habitants lors du recensement de 2010.

## Source
- (en) Cet article est partiellement ou en totalité issu de l’article de Wikipédia en anglais intitulé « Hindman, Kentucky » (voir la liste des auteurs).